# Giovanni Battista Bronzini
Giovanni Battista Bronzini (* 4. September 1925 in Bari; † 17. März 2002 in Bari) war ein italienischer Anthropologe und Volkskundler.

## Leben
Bronzini studierte an der Universität La Sapienza in Rom und war Schüler des Völkerkundlers Paolo Toschi (1893–1974).
Er wurde Professor für Kulturanthropologie an der Universität Bari und war von 1974 bis zu seinem Tode Herausgeber der wissenschaftlichen Zeitschrift Lares.
Beeinflusst durch die Werke des Schriftstellers Carlo Levi und des Dichters Rocco Scotellaro untersuchte er die bäuerliche Welt seiner Heimat und erforschte dabei die magisch-abergläubischen Rituale, Sprüche und Traditionen dieser Gesellschaft in der Zeit des Faschismus im Italien der 30er und 40er Jahre. Bronzini war seit ihrer Gründung 1985 Vorstandsmitglied der gemeinnützigen Marino-Piazzolla-Stiftung, die sich um Herausgabe sowie Pflege zeitgenössischer italienischen und internationaler Literatur bemüht und Stipendien vergibt. Unter Bronzinis Federführung wurden dabei unter anderen Texte von Amelia Rosselli, Elio Pagliarani, aber auch von Sarah Kirsch, Seamus Heaney und Philippe Jaccottet herausgegeben.
Zehn Jahre nach seinem Tod benannte die Gemeinde Accettura einen Platz nach ihm, weil er sich um die Erforschung und Wiederbelebung des Festes „Maggio di Accettura“ verdient gemacht hat.
Sein Sohn Stefano ist Professor für Anglistik und englische Literatur an der Universität Bari und war davor lange Direktor des dortigen Institutes für Europäische Kulturgeschichte.

## Werke (Auswahl)
- Tradizioni popolari in Lucania, Matera, 1953
- Accettura: il contadino, l'albero, il santo, Galatina, 1977
- Mito e realtà della civiltà contadina lucana, Matera, 1977
- Cultura popolare. Dialettica e contestualità, Bari, 1980
- Cultura contadina e idea meridionalistica, Bari, 1982
- Homo laborans. Cultura del territorio e musei demologici, Galatina, 1985
- I canti popolari di N. Tommaseo, Lecce, 1985
- L'Universo contadino e l'immaginario poetico di Rocco Scotellaro, Bari, 1987
- Intellettuali e poesia popolare nella Sicilia dell'Ottocento, Palermo, 1991
- La letteratura popolare italiana dell'Otto-Novecento: profilo storico-geografico, Novara u. Florenz, 1994
- Storia del culto della Madonna dell'Arco attraverso le fonti scritte e figurative dei secoli XVII-XVIII, Florenz, 1998